# Рада міністрів закордонних справ
Рада міністрів закордонних справ була організацією, погодженою на Потсдамській конференції в 1945 році та проголошеною в Потсдамській угоді та розпущеною після набрання чинності Договором про остаточне врегулювання щодо Німеччини в 1991 році .
Угода Потсдаму передбачала, що Раду складатимуть Міністри закордонних справ Великої Британії, Радянського Союзу, Китаю, Франції та Сполучених Штатів. Зазвичай засідання мала відбуватися в Лондоні (у будинку Ланкастер) і перше засідання мало відбутися не пізніше 1 вересня 1945 року. Як негайне важливе завдання, Раді доручалося підготувати мирні договори з Італією, Румунією, Болгарією, Угорщиною і Фінляндією, а також запропонувати вирішення питань щодо територій, що залишилися відкритими після закінчення війни в Європі. Крім того, Рада повинна підготувати мирне врегулювання для Німеччини, яке буде прийнято, коли «буде створено відповідний для цієї мети уряд».

## Список зустрічей
| Місцезнаходження                   | Дата                   |
| ---------------------------------- | ---------------------- |
| Лондон                             | 1945 рік               |
| Москва                             | 1945, груд             |
| Париж                              | 1946 рік               |
| Нью-Йорк                           | 1946, листопад–грудень |
| Москва                             | 1947, бер.–квіт        |
| Лондон                             | 1947, листопад–грудень |
| Париж                              | 1948, вер              |
| Париж                              | 1949, травень–червень  |
|                                    |                        |
| Берлін                             | 1954, січень–лютий     |
| Женева                             | 1955 рік               |
| Женева                             | 1959 рік               |
| Берлін                             | 1971 рік               |
| Берлін                             | 1990 рік               |
| Джерело: Колумбійська енциклопедія |                        |

## Теми обговорення
Міністри зустрілися двічі в 1945 році: спочатку на Лондонській конференції Міністрів закордонних справ, а потім у грудні на Московській конференції Міністрів закордонних справ, і в 1946 році на Паризькій конференції Міністрів закордонних справ.
Лондонська конференція була затьмарена суперечкою між Радянським Союзом і Сполученими Штатами щодо окупації Японії, і мало що було досягнуто. Московська конференція була більш продуктивною; на ній було узгоджено підготовку мирних договорів з Італією, Румунією, Болгарією, Угорщиною та Фінляндією; створення одинадцятичленної Фарсько-Східної Комісії і чотирьохчленної Ради з питань Японії, об'єднаної союзом. Також було узгоджено створення комісії Організації Об'єднаних Націй з питань контролю над атомною енергією, а також кілька інших менших питань, що виникли внаслідок закінчення Другої світової війни. Франція приєдналася до Ради в 1946 році, і на Паризькій конференції було узгоджено остаточний текст Паризьких мирних договорів 1947 року. Проблему вільної території Трієста вирішено на зустрічі Міністрів закордонних справ в Нью-Йорку у листопаді-грудні 1946 року.
У 1947 році міністри двічі зустрічалися спочатку в Москві, навесні та знову восени в Лондоні, але в цей час холодна війна набирала обертів, і вони не змогли домовитися про мирний договір для Німеччини та Австрії. Однак вони погодилися на розпуск вільної держави Пруссія.
На зустрічі в Парижі у вересні 1948 р. міністрам не вдалося домовитися про те, що робити з колишніми італійськими колоніями. Рада була відновлена в 1949 році і збиралася в Парижі в травні і червні, де вони погодилися припинити радянську блокаду Берліна, але не змогли домовитися про возз'єднання Німеччини. Берлінська зустріч у 1954 році закінчилася безвихідно, але наступного року у Відні вони домовилися про мирний договір для Австрії ( Австрійський державний договір ).
Зустрічі міністрів закордонних справ у Женеві, перша на Женевському саміті в липні 1955 року і знову через рік, не дали згоди щодо возз’єднання Німеччини чи європейської безпеки та роззброєння. Третя зустріч у 1959 році знову не досягла згоди щодо Німеччини. Західні держави погодилися б лише на всеосяжний мирний договір з Німеччиною, яка возз’єдналася під демократичним урядом, а не на договори з урядами Східної та Західної Німеччини. Вони також відмовилися погодитися з радянською пропозицією про зміну статусу Берліна з окупованого міста на демілітаризоване.
У 1971 році міністри закордонних справ чотирьох держав підписали Берлінську угоду чотирьох держав (набула чинності з червня 1972 року). Він урегулював торговельні та туристичні відносини між Західним Берліном і Західною Німеччиною та був спрямований на покращення сполучення між Східним Берліном і Західним Берліном. Однак Радянський Союз обумовив, що Західний Берлін не буде включений до складу Західної Німеччини. На цій зустрічі також був укладений Основний договір (набрав чинності в червні 1973 р.), який визнавав дві німецькі держави, і дві країни зобов’язалися поважати суверенітет одна одної. За умовами договору передбачався обмін дипломатичними представництвами та встановлення торгових, туристичних, культурних і комунікаційних відносин. Відповідно до угоди та договору обидві німецькі держави вступили до ООН (вересень 1973 р.).
Після падіння Берлінської стіни 12 вересня 1990 року чотирма державами та двома німецькими урядами було підписано Договір про остаточне врегулювання по відношенню до Німеччини, який став остаточним мирним договором Другої світової війни та відновленням суверенітету Німеччини. . Це дозволило відбутися возз’єднання Німеччини 3 жовтня 1990 року, а 15 березня 1991 року возз’єднана країна знову стала повністю суверенною.

## Подальше читання
- Ostpolitik: Чотиристороння угода від 3 вересня 1971 року